# Benjamin Garcia (rugbyman)
Pour les articles homonymes, voir Benjamin Garcia et Garcia.

a Compétitions nationales et continentales officielles uniquement.

b Matchs officiels uniquement.
Benjamin Garcia, né le 5 avril 1993 à Apt, est un joueur de rugby à XIII français évoluant au poste de deuxième ligne, de troisième ligne ou de centre dans les années 2010 et 2020.
Formé à l'U.S. Apt et passé par le S.O. Avignon, il décide de continuer son apprentissage en Australie. En 2013, il s'engage dans l'unique franchise française de Super League les Dragons Catalans basés à Perpignan et y devient un joueur appelé régulièrement. Il retente sa chance en Australie en 2016 avec les Penrith Panthers mais fait son retour en juin 2016 aux Dragons Catalans où il devient un titulaire indiscutable pour l'entraîneur Laurent Frayssinous puis Steve McNamara. Polyvalent, il enchaîne les positions de centre, deuxième ligne ou de troisième ligne. Il remporte en Challenge Cup 2018 (premier trophée de l'histoire du club), prend le brassard de capitaine du club en 2021 et prend part à deux finales de Super League en 2021 et 2023.
Cette trajectoire de carrière lui permet de rejoindre l'équipe de France pour y disputer notamment les Coupes du monde 2013, 2017 et 2021 ainsi que la Coupe d'Europe des nations 2014.

## Biographie

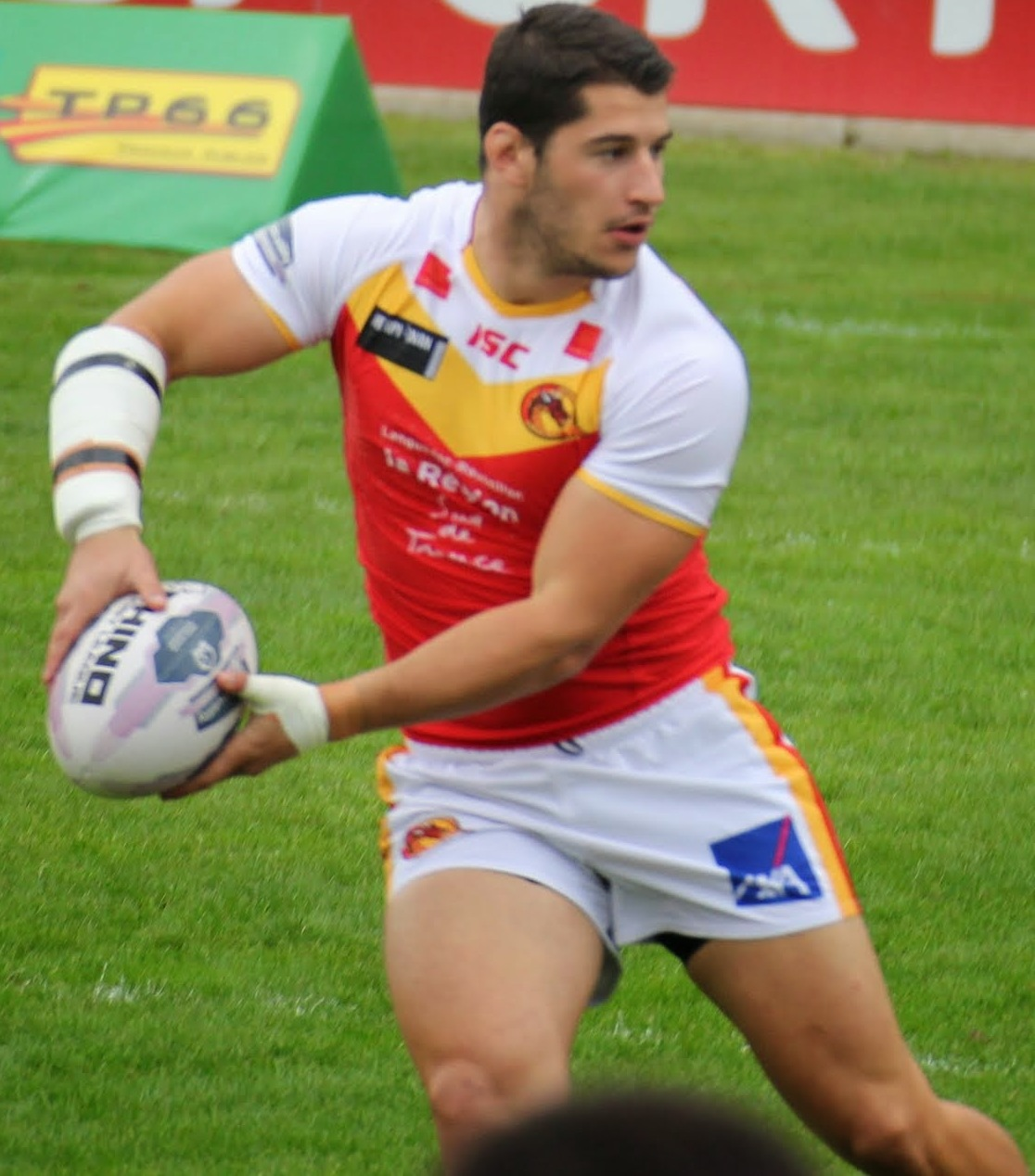
Benjamin Garcia sous le maillot des Dragons Catalans.

Benjamin Garcia grandit à Apt. Il débute d'abord pour le club de rugby à XV de Château Renard avec son frère Anthony puis rejoint le club de Gargas et d'Apt de rugby à XIII. Il rejoint en cadet le club d'Avignon et y connaît ses premières sélections en équipe de France cadet et junior. Par l'intermédiaire de Laurent Garnier, il parfait sa formation en Australie au sein de Wynnum Manly et la réserve des Brisbane Broncos, franchise qui évolue en National Rugby League,. Il remporte avec le premier la Queensland Cup sans disputer la finale.
Après cette expérience enrichissante, il accepte un offre des Dragons Catalans basés à Perpignan et unique franchise à disputer la Super League. La première saison aux Dragons est compliquée puisque Garcia dispute seulement deux rencontres avec les Dragons et joue également avec sa réserve Saint-Estève XIII Catalan. Toutefois, en fin de saison, il est convoqué par le sélectionneur de l'équipe de France Richard Agar pour la préparation à la Coupe du monde 2013 à la suite des forfaits pour blessures de Mathias Pala et Clément Soubeyras. Il dispute cette compétition dans la peau d'un remplaçant et prend part aux trois rencontres de la poule contre la Papouasie-Nouvelle-Guinée , la Nouvelle-Zélande chez lui à Avignon et les Samoa. En quart-de-finale contre l'Angleterre, il n'est pas sur la feuille du match.
À partir de 2014, il devient incontournable dans le club français des Dragons Catalans avec une participation de plus de vingt rencontres en 2014, toujours en qualité de remplaçant et joker, et en 2015 où parfois il est titulaire au poste de pilier, deuxième ligne ou centre. Il est devenu entre-temps titulaire en équipe de France au poste de deuxième ligne et termine deuxième du Coupe d'Europe des nations 2014 derrière l'Écosse.
En 2016, il tente sa chance en National Rugby League et signe aux Panthers de Penrith, mais devant la concurrence accrue en Australie et une nouvelle proposition de revenir aux Dragons Catalans, il acte son retour en France en mai 2016 et y est désormais titulaire au poste de centre ou de troisième ligne. 
Il est désormais un cadre de l'équipe des Dragons Catalans, d'abord au poste de centre en 2016 puis en deuxième ligne à partir de 2017 et troisième ligne en 2020. Il participe à sa seconde édition de la Coupe du monde en 2017 dans la peau de seconde ligne, il y affronte le  Liban, l'Australie et l'Angleterre, marquant l'unique essai français contre ce dernier, la France étant éliminée dès la phase de poule. En 2018, il remporte le premier titre de l'histoire des Dragons Catalans avec un succès en finale de la Challenge Cup 2018 contre Warrington durant laquelle il marque un essai.
En 2021, à la suite du départ de Rémi Casty, l'entraîneur des Dragons Catalans Steve McNamara le nomme capitaine, devenant le premier Provençal à l'être.

## Palmarès
- Collectif :
  - Vainqueur de la Challenge Cup : 2018 (Dragons Catalans).
  - Vainqueur de la Queensland Cup : 2012 (Wynnum Manly).
  - Finaliste de la Super League : 2021 et 2023 (Dragons Catalans).
  - Deuxième de la Coupe d'Europe des nations : 2014 (France).

- Individuel :
  - XIII d'or en 2018 (catégorie Joueur international de l'année)[6]

### Coupe du monde
| Édition         | Rang               | Résultats France | Résultats Garcia | Matchs Garcia |
| --------------- | ------------------ | ---------------- | ---------------- | ------------- |
| Angleterre 2013 | Quart-de-finaliste | 1 v, 0 n, 3 d    | 1 v, 0 n, 2 d    | 3/4           |
| Australie 2017  | 1er tour           | 0 v, 0 n, 3 d    | 0 v, 0 n, 3 d    | 3/3           |
| Angleterre 2021 | 1er tour           | 0 v, 0 n, 3 d    | 0 v, 0 n, 3 d    | 3/3           |

Légende : v = victoire ; n = match nul ; d = défaite.

### Détails en sélection
| 1.  | 27 octobre 2013   | Papouas.-Nlle-Guinée | 9-8   | Coupe du monde | Remplaçant      | - | - | - | - |
| 2.  | 1er novembre 2013 | Nouvelle-Zélande     | 0-48  | Coupe du monde | Remplaçant      | - | - | - | - |
| 3.  | 11 novembre 2013  | Samoa                | 6-22  | Coupe du monde | Remplaçant      | - | - | - | - |
| 4.  | 18 octobre 2014   | Irlande              | 12-22 | Coupe d'Europe | Deuxième ligne  | - | - | - | - |
| 5.  | 25 octobre 2014   | Pays de Galles       | 42-22 | Coupe d'Europe | Deuxième ligne  | - | - | - | - |
| 6.  | 31 octobre 2014   | Écosse               | 38-22 | Coupe d'Europe | Deuxième ligne  | - | - | - | - |
| 7.  | 22 octobre 2016   | Angleterre           | 6-40  | Amical         | Centre          | - | - | - | - |
| 8.  | 13 octobre 2017   | Jamaïque             | 34-12 | Amical         | Deuxième ligne  | 4 | 1 | - | - |
| 9.  | 29 octobre 2017   | Liban                | 18-29 | Coupe du monde | Deuxième ligne  | - | - | - | - |
| 10. | 3 novembre 2017   | Australie            | 6-52  | Coupe du monde | Deuxième ligne  | - | - | - | - |
| 11. | 12 novembre 2017  | Angleterre           | 6-36  | Coupe du monde | Deuxième ligne  | 4 | 1 | - | - |
| 12. | 19 juin 2022      | Pays de Galles       | 34-10 | Test-match     | Troisième ligne | 4 | 1 | - | - |
| 13. | 17 octobre 2022   | Grèce                | 34-12 | Coupe du monde | Troisième ligne | - | - | - | - |
| 14. | 22 octobre 2022   | Angleterre           | 18-42 | Coupe du monde | Troisième ligne | - | - | - | - |
| 15. | 30 octobre 2022   | Samoa                | 4-62  | Coupe du monde | Troisième ligne | - | - | - | - |

### Statistiques
| Saison | Saison           | Championnat  | Championnat | Championnat | Championnat | Championnat | Championnat | Championnat | Coupe         | Coupe      | Coupe | Coupe | Coupe | Coupe | Coupe | Sélection | Sélection | Sélection | Sélection | Sélection | Sélection | Sélection |
| Saison | Saison           | Comp.        | Class.      | M           | Pts         | Ess.        | Buts        | Dp.         | Comp.         | Class.     | M     | Pts   | Ess.  | Buts  | Dp.   | Comp.     | M         | Pts       | Ess.      | Buts      | Dp.       |           |
| ------ | ---------------- | ------------ | ----------- | ----------- | ----------- | ----------- | ----------- | ----------- | ------------- | ---------- | ----- | ----- | ----- | ----- | ----- | --------- | --------- | --------- | --------- | --------- | --------- | --------- |
| 2013   | Dragons Catalans | Super League | 1er tour    | 2           | -           | -           | -           | -           | Challenge Cup | 1/4 finale | 0     | -     | -     | -     | -     | CM        | 3         | -         | -         | -         | -         |           |
| 2014   | Dragons Catalans | Super League | 1/2 finale  | 20          | 8           | 2           | --          | -           | Challenge Cup | 1/8 finale | 2     | -     | -     | -     | -     | CE        | 3         | -         | -         | -         | -         |           |
| 2015   | Dragons Catalans | Super League | 7e          | 24          | 32          | 8           | -           | -           | Challenge Cup | 1/4 finale | 1     | -     | -     | -     | -     |           |           |           |           |           |           |           |
| 2016   | Dragons Catalans | Super League | 6e          | 11          | 4           | 1           | -           | -           | Challenge Cup | 1/4 finale | 1     | 4     | 1     | -     | -     |           | 1         | -         | -         | -         | -         |           |
| 2017   | Dragons Catalans | Super League | 12e         | 25          | 8           | 2           | -           | -           | Challenge Cup | 1/8 finale | 0     | -     | -     | -     | -     | CM        | 4         | 8         | 2         | -         | -         |           |
| 2018   | Dragons Catalans | Super League | 7e          | 23          | 16          | 4           | -           | -           | Challenge Cup | Vainqueur  | 5     | 12    | 3     | -     | -     |           |           |           |           |           |           |           |
| 2019   | Dragons Catalans | Super League | 7e          | 15          | 12          | 3           | -           | -           | Challenge Cup | 1/4 finale | 1     | -     | -     | -     | -     |           |           |           |           |           |           |           |
| 2020   | Dragons Catalans | Super League | 1/2 finale  | 15          | 4           | 1           | -           | -           | Challenge Cup | 1/4 finale | 2     | 4     | 1     | -     | -     |           |           |           |           |           |           |           |
| 2021   | Dragons Catalans | Super League | Finaliste   | 16          | 20          | 5           | -           | -           | Challenge Cup | 1/4 finale | 2     | -     | -     | -     | -     |           |           |           |           |           |           |           |
| 2022   | Dragons Catalans | Super League | 1er tour    | 22          | 8           | 2           | -           | -           | Challenge Cup | 1/4 finale | 2     | -     | -     | -     | -     | CM        | 4         | 4         | 1         | -         | -         |           |
| 2023   | Dragons Catalans | Super League | Finaliste   | 29          | 24          | 6           | -           | -           | Challenge Cup | 1/8 finale | 1     | -     | -     | -     | -     |           |           |           |           |           |           |           |
| 2024   | Dragons Catalans | Super League | 7e          | 24          | 8           | 2           | -           | -           | Challenge Cup | 1/4 finale | 2     | -     | -     | -     | -     |           |           |           |           |           |           |           |
| 2025   | Dragons Catalans | Super League |             |             |             |             |             |             | Challenge Cup | 1/2 finale | 3     | -     | -     | -     | -     |           |           |           |           |           |           |           |